# Alice Margatroid
Alice Margatroid (アリス・マーガトロイド, Arisu Māgatoroido) é uma personagem fictícia da série de jogos Touhou Project.
Alice foi a primeira personagem dos jogos para PC-98 da série (além das personagens principais, Reimu e Marisa) a uma aparecer nos jogos para Windows. Ela vive na Floresta da Magia, e é superficialmente semelhante a Marisa: vivem sozinhas próximas uma da outra, são duas magas, e ambas gostam de colecionar coisas. Apesar disso, diferente da outra, Alice é um tanto fria e distante, mas, ainda assim, covarde no coração. Ela um dia foi humana, mas transformou-se numa youkai através de eventos ainda não revelados.
Enquanto que ainda carrega consigo seu antigo grimório que usara nas batalhas contra as personagens principais nos jogos para PC-98, Alice agora é uma especialista em criar e manipular bonecas, e estas são usadas de diversos modos como armas por ela. Apesar disso, nenhuma de suas criações tem vontade-própria: por mais realistas que pareçam ser, suas bonecas na verdade estão apenas sendo controladas por Alice, algumas vezes apenas para seu próprio divertimento.